# Vladislavs Kozlovs
Vladislavs Kozlovs (ur. 30 listopada 1987 w Rzeżycy) – łotewski piłkarz grający na pozycji napastnika, reprezentant Łotwy, w kadrze zadebiutował w 2010 roku. Dotychczas rozegrał w niej trzy spotkania (stan na 7 marca 2013). Od lata 2012 roku zawodnik łotewskiego klubu FK Ventspils.